# 爱尔兰专辑榜
爱尔兰专辑榜（Irish Albums Chart）是爱尔兰的官方专辑销售榜单。早期它是由爱尔兰唱片音乐协会出版的。2017年起该榜单由官方榜单公司发布。